# آنچارتد: فیلم لایو اکشن هوادار
آنچارتد: فیلم لایو اکشن هوادار (به انگلیسی: The Uncharted Live Action Fan Film) یک فیلم کوتاه، اکشن و ماجراجویی محصول سال ۲۰۱۸ کانادا که بر اساس سری بازی‌های ویدیویی آنچارتد ساخته ناتی داگ ساخته شده‌است. به کارگردانی آلن اونگار و نویسندگی مشترک آنگار و جسی ویلر، در ۱۶ ژوئیه ۲۰۱۸ در یوتیوب منتشر شد و ناتان فیلیون، استیون لانگ، گنو سگرس، میرچا مونرو و ارنی ریس جونیور در این فیلم ایفای نقش می‌کنند.
این فیلم در دو روز اول به بیش از ۲ میلیون بازدید رسید.

## داستان
نیتن دریک (فیلیون) شکارچی گنج در حالی که به دنبال گنج گمشده فلور د لا مار می‌گردد، خود را اسیر می‌یابد.